# Драммонд, Джон, 1-й лорд Драммонд
Джон Драммонд, 1-й лорд Драммонд (англ. John Drummond, 1st Lord Drummond; около 1438—1519) — шотландский дворянин и государственный деятель.

## Биография
Драммонд, девятый рыцарь в своей семье, был старшим сыном сэра Малкольма Драммонда (? — 1470) из Каргилла и Стобхолла, Пертшир, от брака с Мариотой, старшей дочерью сэра Дэвида Мюррея из Таллибардина в том же графстве. Он заседал в парламенте 6 мая 1471 года под именем лорда Стобхолла. 20 марта 1473/1474 года у него была грамота о должностях сенешаля и коронера графства Стратерн, в которой он был утвержден в последующем правлении. В 1483 году он был одним из послов для встречи с английским королем, имея охранную грамоту (паспорт), выданную 29 ноября того же года; опять же, 6 августа 1484 года, о браке Якова Стюарта, принца Шотландии, и Анны де ла Поль, племянницы короля Англии Ричарда III. Он был уполномоченным по урегулированию пограничных разногласий, назначенным Ноттингемским договором от 22 сентября 1484 года; его охранная грамота в Англию датирована следующим 29 ноября.
Король Шотландии Яков III Стюарт пожаловал Джону Драммонду должность стюарда (наместника) Стратерна в сентябре 1475 года, сделав его своим врагом. Хотя Драммонд был возведен в пэрство титулом лорда Драммонда 29 января 1488 года, вскоре после того, как он присоединился к повстанческой партии против короля Якова III, и 6 октября 1488 года он заседал в первом парламенте при новом монархе Якове IV.
В том же году Джон Драммонд был назначен тайным советником и юстициарием Шотландии, а затем стал констеблем замка Стерлинг. В 1489 году Джон Стюарт, 1-й граф Леннокс, поднял восстание против короля. Он расположился лагерем в Гарталунане, на южном берегу Форта, в округе Аберфойл, но в темноте ночи 11 октября был застигнут врасплох и полностью разбит Джоном Драммондом. Как один из уполномоченных по урегулированию пограничных и других претензий, Джон Драммонд имел охранную грамоту в Англии 22 мая 1495 года, 26 июля 1511 года, 24 января 1513 года и 20 апреля 1514 года.

## Нападение на лорда Льва
В 1514 году Джон Драммонд сильно оскорбил многих шотландских лордов, способствуя женитьбе своего внука Арчибальда Дугласа, 6-го графа Ангуса, с вдовствующей королевой Маргарет. Король отправил лорда Льва (сэр Уильям Камминг (или Комин) из Инвераллоши) вызвать графа Ангуса на совет в замке Стерлинг, когда Джон Драммонд, подумав, что он подошел к графу с большей смелостью, чем уважением, ударил его в грудь. В 1515 году Джон Стюарт, герцог Олбани, был избран регентом Шотландии, но поскольку Джон Драммонд не поддержал выборы, он сделал его (16 июля) узником замка Блэкнесс по обвинению в том, что он применил насилие по отношению к лорду Льву. Его судили капитально, признали виновным, а его имущество было конфисковано. Однако ему не пришлось долго уговаривать герцога Олбани. Вместе с другими лордами Джон Драммонд подписал ответ об отказе королю Англии Генриху VIII Тюдору, который советовал убрать герцога Олбани, к которому прикреплена его печать, 4 июля 1516 года, а в октябре он объявил о своем окончательном отделении от партии королевы. В результате он был освобожден из тюрьмы и освобожден от конфискации 22 ноября 1516 года.

## Семья
Джон Драммонд скончался в замке Драммонд, Стратерн, в 1519 году и был похоронен в церкви Иннерпеффрея. Ему наследовал его правнук Дэвид Драммонд, 2-й лорд Драммонд (ок. 1515—1571).
Джон Драммонд был женат с 1462 года на Элизабет Линдси (? — 1509), дочери Александра Линдси, 4-го графа Кроуфорда (1423—1453), и Маргарет Данбар. У супругов было четыре сына и шесть дочерей. Малкольм Драммонд (ок. 1463—1470), старший сын, умер молодым; Дэвид Драммонд, мастер Драммонд, не упоминается в родословных, но теперь считается, что он был главным действующим лицом в резне в Монзиевэрде, когда члены клана Мюррей из Охтертира были убиты в церкви Монзиевэрд, за что он был казнен после 21 октября 1490 года. Уильям Драммонд жил в марте 1503 года; и Джон Драммонд был предком Драммондов из Иннерпефрея и Риккартона.
Из дочерей Маргарет Драммонд (ок. 1475—1501), любовница короля Шотландии Якова IV, была отравлена в 1501 году; Элизабет Драммонд вышла замуж за Джорджа Дугласа, мастера Ангуса (1469—1513), и была прабабкой Генри Стюарта, лорда Дарнли. Беатрикс Драммонд никогда не была замужем; Аннабелла Драммонд вышла замуж за Уильяма Грэма, 1-го графа Монтроза (1464—1513); Эфимия, жена Джона Флеминга, 4-го лорда Флеминга (1465—1524), была отравлена в 1501 году; Сибилла разделила судьбу, сестры были похоронены в соборе Данблейн.
Джон Драммонд, 1-й лорд Драммонд, был общим предком виконтов Страталлана и графов Перта и Мелфорта.